# Омутне
О́мутне (рос. Омутное) — присілок у складі Томського району Томської області, Росія. Входить до складу Воронинського сільського поселення.

## Населення
Населення — 7 осіб (2010; 0 у 2002).